# Сома (река)
Сома — река в Кировской области, крупнейший приток реки Белая Холуница (бассейн Волги). Устье реки находится в 53 км по левому берегу реки Белая Холуница. Длина реки составляет 59 км. Площадь водосборного бассейна — 719 км².
Исток реки в западной части Верхнекамской возвышенности в 23 км к северо-востоку от города Зуевка. Рядом с истоком Сомы берут начало несколько небольших притоков реки Дубовицы, здесь проходит водораздел бассейнов Чепцы и Белой Холуницы. Верхнее течение реки лежит в Зуевском районе, среднее и нижнее — в Белохолуницком.
Генеральное направление течение северо-запад, русло сильно извилистое. Большую часть течения течёт по ненаселённому лесному массиву, собирая воду многочисленных притоков. Крупнейший приток — Вохма. На берегах Сомы покинутые деревни Серьгино и Лимоны. В нижнем течении протекает в двух километрах от крупного села Быданово.
Впадает в Белую Холуницу в 8 км к юго-западу от города Белая Холуница.

## Притоки

Бассейн Вятки

(км от устья)
- 1,4 км: река Пантылка (лв)
- река Песчанка (пр)
- река Кырпа (лв)
- река Холуянка (лв)
- 20 км: река Вохма (лв)
- 22 км: река Пенчера (лв)
- река Тутаевка (пр)
- река Мезенка (лв)
- река Песчанка (лв)
- река Минчак (лв)
- река Долгая (пр)
- река Берёзовка (лв)
- река Поломка (пр)
- река Щетинка (лв)

## Данные водного реестра
По данным государственного водного реестра России относится к Камскому бассейновому округу, водохозяйственный участок реки — Вятка от истока до города Киров, без реки Чепца, речной подбассейн реки — Вятка. Речной бассейн реки — Кама.
Код объекта в государственном водном реестре — 10010300212111100032201.